# Forum Piscarium
Das Forum Piscarium, auch Forum Piscatorium, war ein Marktplatz (forum) im antiken Rom. Seinen Namen verdankte es dem dort hauptsächlich gehandelten Produkt: Fisch (lateinisch piscis). Es zählte daher zu den fora venalium, den Marktplätzen für Kauf und Verkauf von Waren (lateinisch venalia, -ium), die sich um das Hauptforum der Stadt, das Forum Romanum, gruppierten, wie das Forum boarium für den Rinderverkauf, das Forum Holitorium für Gemüse oder das Forum Pistorum für die Backwaren.
Das erstmals bei Plautus um 200 v. Chr. erwähnte Forum Piscarium lag nördlich des Forum Romanum und brannte laut Titus Livius, der die Namensform forum piscatorium überliefert, im Jahr 210 v. Chr. nieder. Ursache war ein Feuer, das während der Quinquatrus, des Minervafestes in Rom vom 19. bis zum 23. März, auf dem Forum Romanum ausgebrochen war und auch die Nachbarschaft ergriffen hatte. Im Jahr darauf wurde der Fischmarkt mit seinen Läden wie auch andere betroffene Bauten wiederhergestellt, sofern der von Livius benutzte Terminus macellum hier das Forum Piscarium meint.
Als Marcus Fulvius Nobilior und Marcus Aemilius Lepidus im Jahr 179 v. Chr. Zensoren waren, gehörte zu den von Fulvius zusätzlich beauftragten Arbeiten der Bau eines „Fischmarktes mit den umgebenden Läden“, die er an Privatleute verkaufte. Dies wird allgemein auf das bei Livius zuvor bezeugte Macellum bezogen, und auch Varro nennt das Forum Piscarium in seinen Erörterungen zum Wort macellum, das er als Synonym für forum erweisen möchte.
Lawrence Richardson Jr. hält es für möglich, dass trotz der baulichen Fassung als Macellum der Name Forum Piscarium sich wegen der älteren Bedeutung der Platzanlage erhalten habe. Er vermutet, dass – einer bei Nonius Marcellus überlieferten Varro-Stelle zufolge – die Platzanlage mittig von einer Tholos eingenommen wurde: dem eigentlichen Fischmarkt. Henri Jordan vermutete wegen der von Varro überlieferten Lokalisierung des Forums secundum Tiberim („entlang des Tiber“), dass es in Rom zwei derartige Foren gegeben haben muss: Eines nördlich des Forums, das identisch mit dem bei Plautus genannten ist und zu Varros Zeit als macellum bekannt war, ein weiteres am Tiber, das zu Lebzeiten Varros forum piscarium genannt wurde. Richardson möchte dies nicht ausschließen, verweist aber auf die für einen Marktplatz ungünstige Lage am Tiber und die Tatsache, dass es keine weiteren Quellen zu einem zweiten Forum Piscarium gebe.